# Epiphora vacunoides
Epiphora vacunoides är en fjärilsart som beskrevs av Testout. 1948. Epiphora vacunoides ingår i släktet Epiphora och familjen påfågelsspinnare. Inga underarter finns listade i Catalogue of Life.